# Live Acoustic (álbum de Asia)
Live Acoustic es un álbum en vivo de la banda británica de rock progresivo Asia y fue publicado en noviembre de 1999 en el Reino Unido  y en diciembre de ese mismo año en los Estados Unidos.  Este álbum fue grabado durante una presentación en directo que realizó la banda el 21 de septiembre de 1997 en el Stadthalle (en español: Arena) de Bruchsal, Alemania.
Cabe destacar que en la batería y percusiones estuvo Bob Richards y fue el único álbum de la banda en el que apareció.

## Lista de canciones
| Side one |                           |                               |          |  |
| N.º      | Título                    | Escritor(es)                  | Duración |  |
| 1.       | «The Heat Goes On»        | Geoff Downes / John Wetton    | 4:45     |  |
| 2.       | «Different Worlds»        | Downes / Payne                | 5:17     |  |
| 3.       | «Back in Town»            | Downes / Johnny Warman        | 4:21     |  |
| 4.       | «Summer»                  | Downes / Payne                | 3:34     |  |
| 5.       | «Don't Call Me»           | Downes / Warman               | 5:43     |  |
| 6.       | «Military Man»            | Downes / Payne                | 3:43     |  |
| 7.       | «Geoff Downes Solo»       |                               | 5:00     |  |
| 8.       | «Arena»                   | Downes / Payne / Andrew Herod | 5:39     |  |
| 9.       | «Only Time Will Tell»     | Downes / Wetton               | 4:18     |  |
| 10.      | «Feels Like Love»         | Downes / Payne                | 4:35     |  |
| 11.      | «Who Will Stop the Rain?» | Downes / Warman               | 5:42     |  |
| 12.      | «Sad Situation»           | Downes / Payne                | 4:22     |  |
| 13.      | «Heat of the Moment»      | Downes / Wetton               | 4:27     |  |

## Formación
- John Payne — voz principal y bajo
- Geoff Downes — teclados y coros
- Aziz Ibrahim — guitarra acústica
- Bob Richards — batería y percusiones